# پیوند سفلی
پیوند سفلی یک روستا در ایران است که در دهستان مود شهرستان سربیشه واقع شده‌است.